# Jeong Yi Hyun
Jeong Yi Hyun (Seúl, 1972) es una novelista surcoreana.

## Biografía
Nació en Seúl. Después de graduarse en la Universidad Femenina Sungshin entró en el Instituto de Artes de Seúl, donde estudió en el Departamento de Escritura Creativa. Empezó su carrera literaria en 2001. Ganó el premio de Nuevo Escritor del Año y el Premio de Literatura y Sociedad en 2002. Después de eso, su relato "La tristeza de otros" (타인의 고독) recibió el Premio Literario Lee Hyo-seok y "Centro comercial Sampoong" recibió el Premio de Literatura Moderna.

## Obras
Describe las citas, el matrimonio, la carrera, los deseos y los conflictos de la mujer de ciudad. Se caracteriza por describirlo de forma aguda y alegre. Mi dulce ciudad la lanza a la fama y da inicio a lo que se llama "la literatura chick coreana". Mi dulce ciudad describe de forma exacta la vida de la mujer de treinta años. Se adaptó como serie televisiva y se ganó la simpatía de mujeres de veinte y treinta años.